# ジェイ・ヒューズ
ジェームズ・ジェイ・ヒューズ（James Jay Hughes 、1874年1月22日 - 1924年6月2日）は、アメリカ合衆国カリフォルニア州サクラメント出身の元プロ野球選手（投手）。右投げ右打ち。

## 経歴
ヒューズは生まれ故郷のカリフォルニア州で野球をしていたが、1897年に当時ナショナルリーグの常勝球団だったボルチモア・オリオールズ（現存せず）が、西海岸へ遠征した際試合に登板し、ジョン・マグロー、ウィリー・キーラー、ジョー・ケリーらをはじめとするオリオールズ打線を3安打で完封するピッチングを見せたことで注目される。当時のオリオールズの監督ネッド・ハンロンは、すぐさまヒューズと契約し彼を東海岸へ連れていった。
1898年4月18日に初めてメジャーで投げたヒューズは、その4日後の4月22日にはノーヒットノーランを達成、同年23勝12敗の成績を残す。他のオリオールズの選手達とともにブルックリン・スパーバスに移った翌1899年には28勝をあげ、ブルックリンにナショナルリーグ優勝をもたらした。
その後ブルックリンには1902年まで在籍していたが、地元の西海岸でのプレーを望んだヒューズは同年ブルックリンを退団。当時は西海岸出身者への偏見もあり、メジャー球団が再び彼と契約を結ぶことはなかった。1903年にはパシフィックコーストリーグのシアトル・レイニアーズに参加し、12連勝を含む34勝の記録を残している。
その後腰を痛めたことでヒューズは選手を引退する。1924年、50歳の時生まれ故郷のサクラメントで列車から転落し亡くなった。

## 詳細情報

### 投手成績
| 登 板 | 先 発 | 投 球 回 | 勝 利 | 完 封 | 敗 戦 | 救 援 | 奪 三 振 | 被 安 打 | 被 本 塁 打 | 与 四 球 | 与 死 球 | 暴 投 | 自 責 点 | 防御率 |
| ----- | ----- | -------- | ----- | ----- | ----- | ----- | -------- | -------- | ----------- | -------- | -------- | ----- | -------- | ------ |
| 135   | 129   | 1097.0   | 83    | 8     | 41    | 0     | 370      | 1011     | 16          | 376      | 53       | 33    | 366      | 3.00   |

### 獲得タイトル・記録
- ナショナルリーグ最多勝利：1回（1899年）
- ノーヒットノーラン：1回（1898年4月22日）

### 打撃成績
- 通算：149試合、453打数99安打、本塁打3、打点55、打率.219